# Kulula.com
Kulula.com (Code IATA: MN; Code OACI: CAW) est une compagnie aérienne à bas-coût sud-africaine. Elle est une filiale de la compagnie Comair et est basée à l'aéroport international OR Tambo de Johannesburg.  

## Flotte

### Flotte actuelle

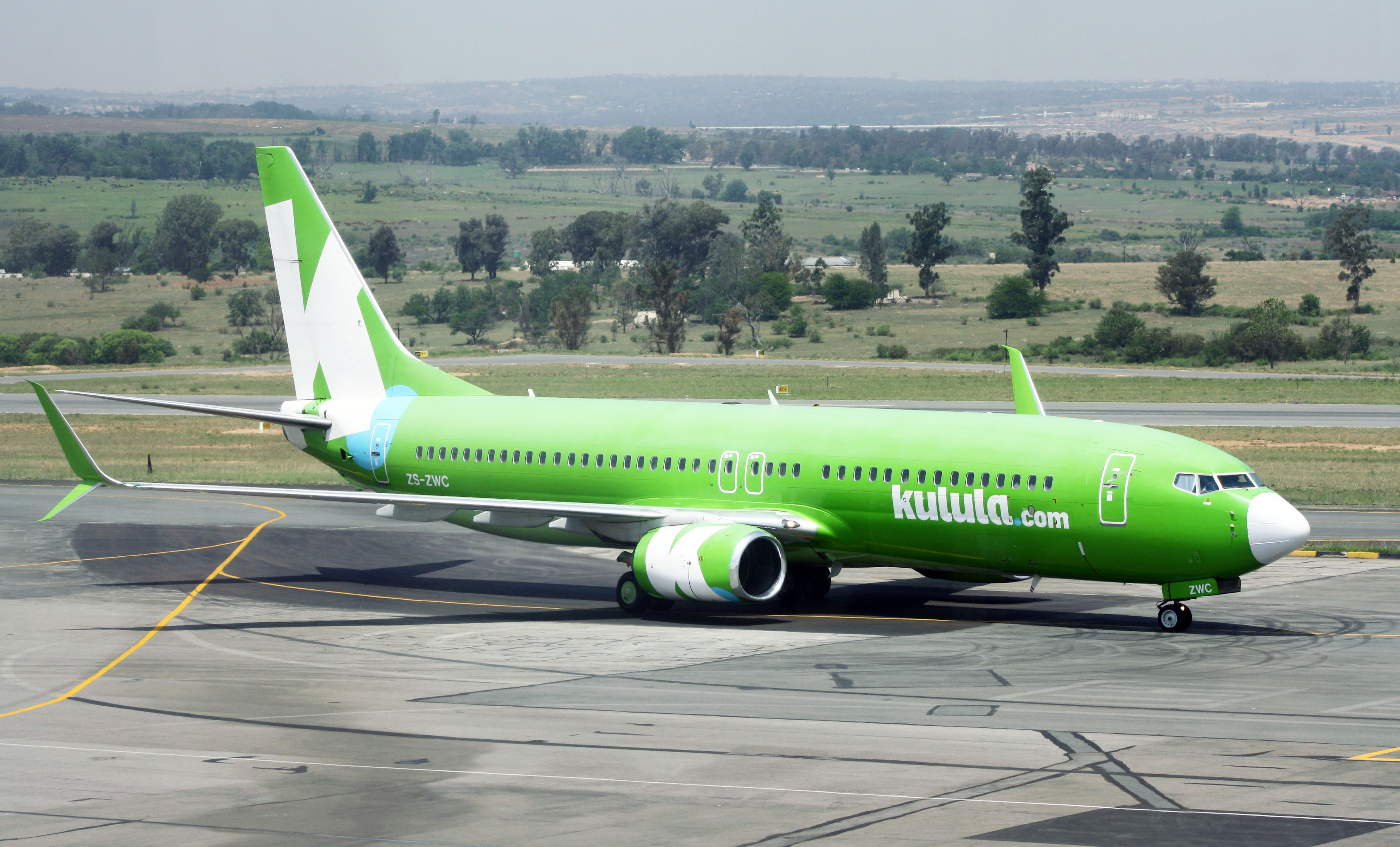
Un Boeing 737-800 de Kulula

La flotte de Kulula est constituée des avions suivants (en octobre 2020) :

### Flotte retirée
La compagnie a par le passé exploité puis retiré les appareils suivants :

## Partenariats
kulala.com a des accords de partage de codes avec les compagnies aériennes suivantes :
- Air France [1]
- British Airways
- Etihad Airways
- Kenya Airways
- KLM [2]